# 祖西斯普林斯 (阿拉巴馬州)
祖西斯普林斯（英語：Chosea Springs）是一個位於美國阿拉巴馬州卡爾霍恩縣的非建制地區。該地的面積和人口皆未知。

## 地理
祖西斯普林斯的座標為33°41′43″N 85°40′25″W / 33.695277°N 85.673611°W，而該地最高點為海拔高度214米（即702英尺）。